# وینسنت مک‌اویتی
وینسنت مک‌اِویتی (انگلیسی: Vincent McEveety؛ زادهٔ ۱۰ اوت ۱۹۲۹) کارگردان و تهیه‌کننده فیلم اهل ایالات متحده آمریکا است.
از فیلم‌ها یا مجموعه‌های تلویزیونی که وی در آن‌ها نقش داشته است می‌توان به دود اسلحه و ستوان کلمبو اشاره نمود.